# Chirchanagudda, Gangawati
Chirchanagudda là một làng thuộc tehsil Gangawati, huyện Koppal, bang Karnataka, Ấn Độ.